# Sembra mio figlio
Sembra mio figlio è un film del 2018 diretto da Costanza Quatriglio.

## Trama
Dopo essere fuggito Kabul da bambino, Ismail vive  a Trieste con il fratello Hassan, che ancora risente fisicamente e psicologicamente delle angherie  subite dai Talebani. La madre, rimasta in Afghanistan, rifiuta di rispondere alle sue domande, ma forse ne è impedita dall'uomo che dice di essere il suo nuovo marito. Ismail decide allora di tornare nei suoi luoghi di origine per cercarla. Il viaggio,  in Pakistan prima e poi in Afghanistan, apre la storia personale alla tragedia del popolo hazara.

## Distribuzione
Il film è stato distribuito nelle sale cinematografiche italiane a partire dal 20 settembre 2018.